# Pahleh
Pahleh (farsi پهله) è una città dello shahrestān di Dehloran, circoscrizione di Zarrin Abad, nella provincia di Ilam. Aveva, nel 2006, una popolazione di 4.341 abitanti.